# Gerald Tyrwhitt-Wilson, 14. Baron Berners

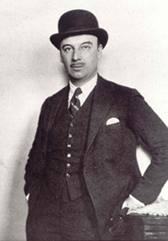
Gerald Hugh Tyrwhitt-Wilson, Lord Berners

Wappen des Gerald Hugh Tyrwhitt-Wilson, 14. Baron Berners

Gerald Hugh Tyrwhitt-Wilson, 14. Baron Berners (geborener Tyrwhitt, * 16. September 1883 in Apley Park bei Birdgnorth, Shropshire; † 19. April 1950 in Faringdon, Oxfordshire) war ein britischer Peer, Komponist, Schriftsteller und Maler.

## Leben
Er war das einzige Kind von Hon. Hugh Tyrwhitt und Julia Mary Foster. Sein Vater war Commodore bei der Royal Navy und der dritte Sohn von Sir Henry Thomas Tyrwhitt, 3. Baronet und Emma Harriet Wilson, 12. Baroness Berners.
Er besuchte das berühmte Eton College und bereiste zur Vorbereitung auf den diplomatischen Dienst Dresden, Wien, Frankreich und Italien. Als Attaché ehrenhalber diente er in Konstantinopel und Rom. 1918 erbte er beim Tod seines Onkels Raymond Tyrwhitt-Wilson, 13. Baron Berners die Adelstitel 14. Baron Berners und 5. Baronet, of Stanley Hall, sowie mehrere Landgüter, auf denen er den größten Teil seines Lebens späteren verbrachte. Durch den Baronstitel wurde er auch Mitglied des House of Lords. Am 31. März 1919 änderte er durch königliche Lizenz seinen Familiennamen von Tyrwhitt zu Tyrwhitt-Wilson.
Tyrwhitt-Wilson stand bereits in seiner Jugend offen zu seiner Homosexualität. Er galt als Exzentriker; so färbte er beispielsweise die Tauben in seinem Wohnort Faringdon Manor bunt ein, eine Tradition, die bis heute beibehalten wird. Zu einer seiner Teeparties lud er auch ein Pferd ein. In den literarischen Kreisen des Vereinigten Königreichs der 1920er und 1930er Jahre war er eine bekannte Persönlichkeit, die in vielen Büchern und Biografien erwähnt wird. Mit den Mitford Sisters war er befreundet; besonders Diana stand ihm nahe. Nancy Mitford machte ihn als „Merlin“ zu einer Figur ihrer autobiographischen Romane. Auch die Gartengestalterin Norah Lindsay zählte zu seinem Freundeskreis, sie spielten oft zusammen Musik, und Lindsay entwarf seinen Blumengarten.
Besonders in den letzten Lebensjahren litt Tyrwhitt-Wilson an Depressionen.
Er wurde sowohl als talentierter Komponist als auch als Maler und Schriftsteller bekannt. Das brachte ihm in der Presse den Titel „der vielseitige Peer“ ein. Tyrwhitt-Wilson veröffentlichte zwei Autobiografien und mehrere Romane. Von bleibender Bedeutung sind seine Kompositionen. Außer kurzen musikalischen Studien bei Igor Stravinsky und Alfredo Casella bildete er sich im Wesentlichen autodidaktisch fort. Er schrieb Lieder, Klavierstücke, einen Opern-Einakter und Filmmusiken. In Zusammenarbeit mit dem Choreographen Frederick Ashton und dem Dirigenten Constant Lambert brachte er mehrere Ballette heraus. In seiner frühen Schaffensphase war sein Stil avantgardistisch, und auch in seinem späteren, gemäßigteren Werken verlor er seinen individuellen Ausdruck nicht. Sein Freund und Kollege William Walton, den er finanziell förderte, widmete ihm das Oratorium Belshazzar’s Feast. Seinen Grundbesitz hinterließ er seinem Lebensgefährten Robert („Boy“) Heber-Percy. Die Baronie fiel an seine Cousine Vera Ruby Williams.

## Werke

### Ballette
- The Triumph of Neptune (1926)
- Luna Park (1930)
- A Wedding Bouquet (1936)
- Cupid and Psyche [Amor und Psyche] (1939)
- Les Sirènes [Die Meermädchen] (1946)

### Filmmusik
- Champagne Charlie (1944)
- The Halfway House (1944)
- Nicholas Nickleby (1947)

### Klaviermusik
- Le poisson d’or (1919)
- 4 Valse bourgeoise zu vier Händen (1919)
- 3 kleine Trauermärsche (1920)
- 3 Fragments Psychologique (1921)

### Oper
- Le Carosse du Saint Sacrament (1923)

### Sonstiges Orchesterwerk
- Trois Morceaux (1918)
- Fantaisie Espagnole (1919)